# ROMEO BLUE
ROMEO BLUE（ロメオ・ブルー）は、夜の横浜の独特の雰囲気を纏う3ピースロックバンド。
きらびやかな中にも一抹の儚さを持つ昭和歌謡の世界観がある。例えて言うなら「私立探偵 濱マイクシリーズ」のような銀幕の中から、そんな抜け出たような様相である。
2003年6月25日にFOR LIFE MUSIC ENTERTAINMENTより発売された「DRIVE A GOGO!」というコンピレーションアルバムに[NEW ORLEANS BLUES]で参加。
2004年9月10日には、ファーストアルバム「ROMEO BLUE」をEGO-MUSICより発売。
その後は、首都圏に限らず東北から関西にかけてLIVEを行い、ROMEO BLUEの音とパフォーマンスにより一層の厚みを加えていった。
2005年6月にDr/CHOCO脱退の為、SHAKEとBOOGIEの2人となるがサポートドラムを迎え精力的に活動を続け、同年9月に新Dr/YUZOを迎え、新たな展開を見せた。
しかし、2005年11月26日にオリジナルメンバー3人により四谷OUT BREAKにて解散LIVEを行う。

## メンバー
- Vo&Gt / SHAKE
- Ba / BOOGIE
- Dr / CHOCO

## ディスコグラフィー
- 「DRIVE A GOGO!」

Various Artists / 2003.06.25 Release / FLCF-3964 / 2,500yen[Tax Incl.]

- 「ROMEO BLUE」

2004.9.10 Release / ZTEGR-2025 / 1,575yen[Tax Incl.]